# Marjorie Bernardes
Marjorie Bernardes (Río de Janeiro, 24 de septiembre de 2007) es una actriz brasileña.

## Biografía
Marjorie nació en Río de Janeiro. Es hija de Eliza Bernardes.

Quedó conocida por integrar el elenco de la novela A Lei do Amor interpretando Rita Oliveira en 2016.

## Filmografía

### Televisión
| Año  | Título               | Papel                             | Ref   |
| ---- | -------------------- | --------------------------------- | ----- |
| 2017 | Super Chefinhos      | Ella Misma                        | [ 3 ] |
| 2016 | A Lei do Amor        | Rita Garcia de Oliveira (Ritinha) | [ 4 ] |
| 2014 | Tá no Ar: a TV na TV | Ella Misma                        |       |

### Teatro
- Um pedido a Shakespeare (2019)
- Flicts (2017)
- Três vezes Maria (2016) .... Princesa Filosel Aurora